# سنگرتوپ

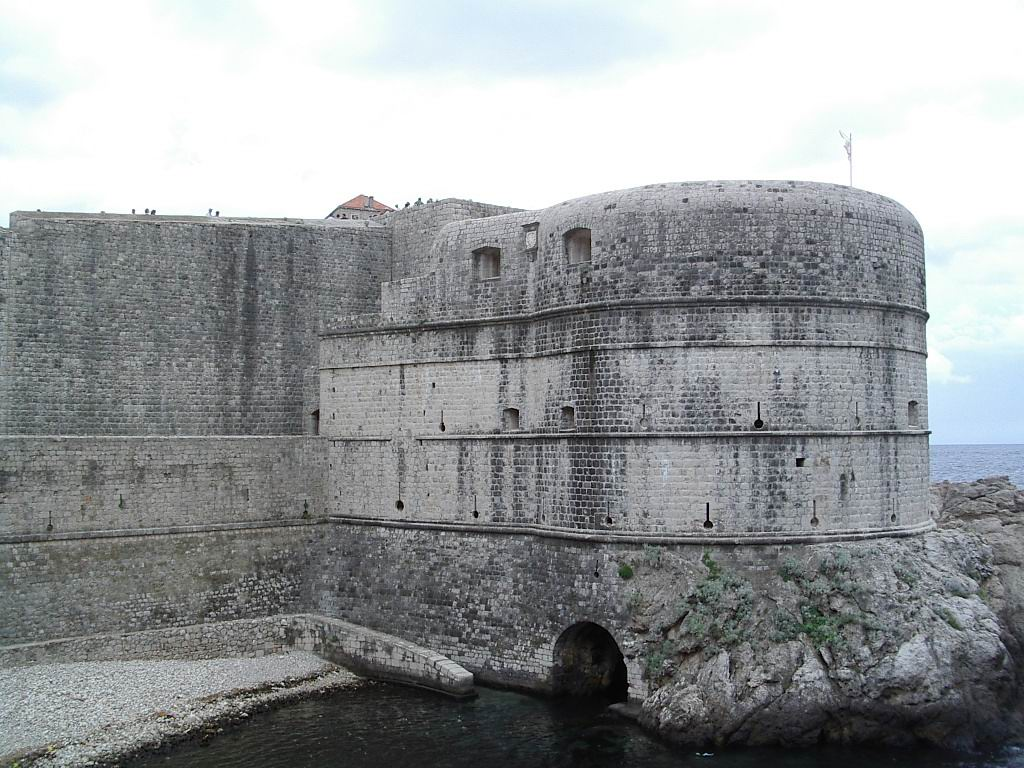
فورت بوکار به عنوان یک قلعه کاسمیته دو طبقه ساخته شده‌است، که در مقابل دیوارهای قرون وسطایی دوبرونیک در کرواسی ایستاده‌است.

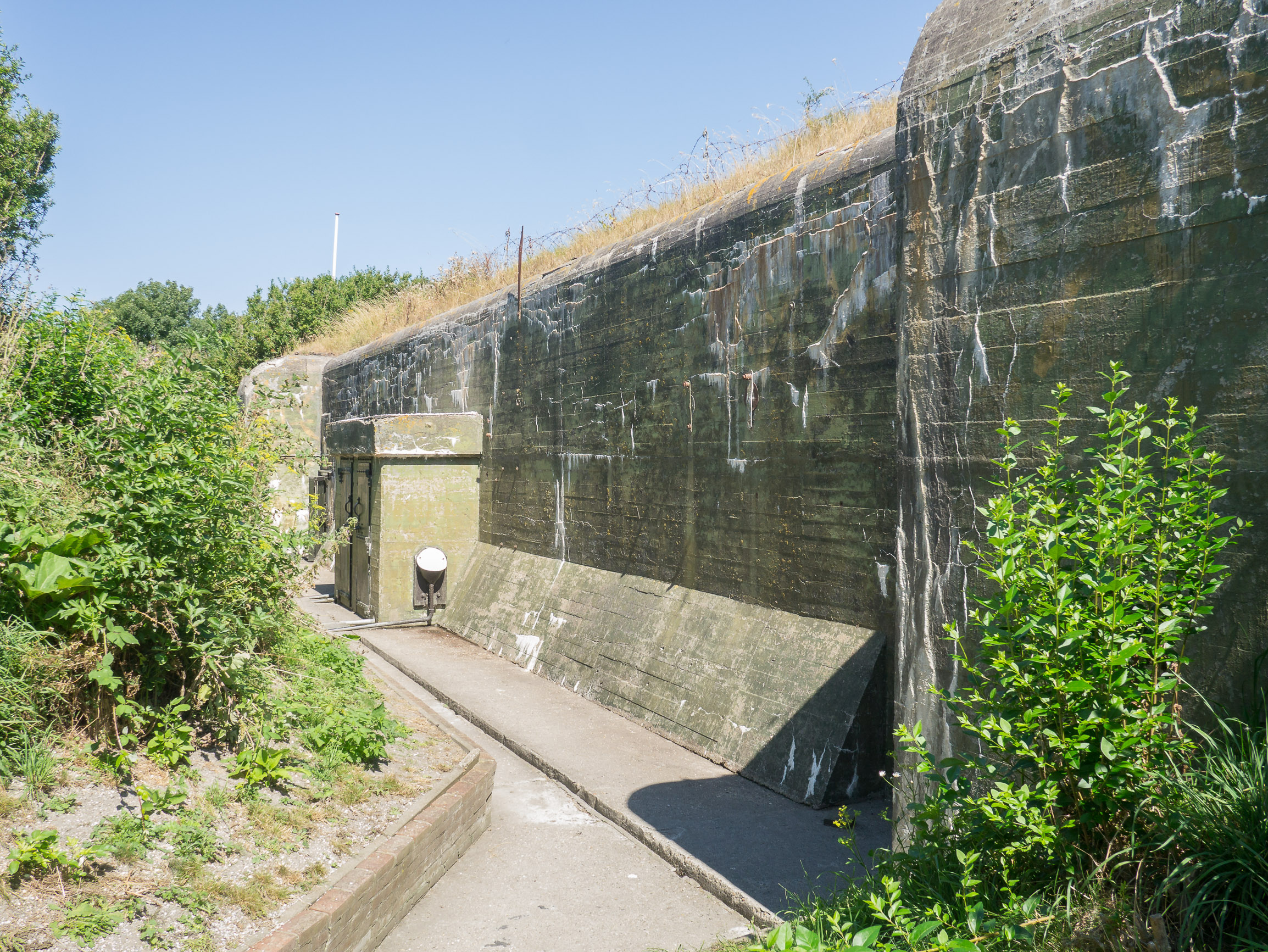
کازیماته ها (هلندی: kazematten) از استحکامات کورن وردرزند در سد دریابند. در ماه مه ۱۹۴۰، در طول نبرد سد دریابند، ارتش هلند حمله آلمان به هلند را دفع کرد. این دژ تنها پس از بمباران روتردام در ۱۴ مه، تسلیم شد.

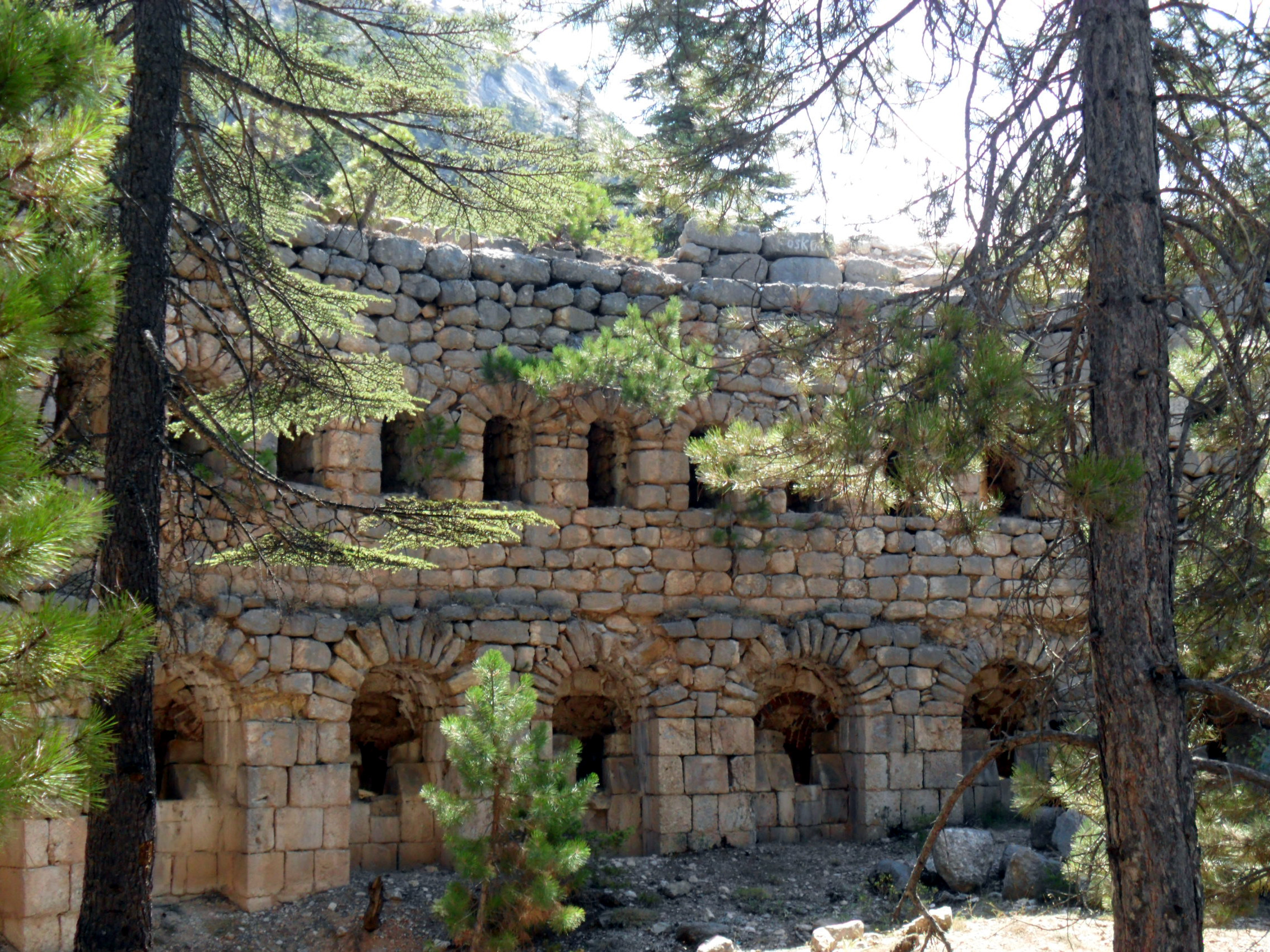
کازیماته‌های ابراهیم پاشا توسط ابراهیم پاشا مصری که در حال شورش علیه عثمانی‌ها بود، در استان مرسین ترکیه ساخته شد.

سنگرتوپ یا کازیماته یا کاسیماته، یک جایگاه تقویت شده یا سازه زرهی است که اسلحه‌ها از درون آن شلیک می‌کنند. در ابتدا این اصطلاح به یک اتاقک سرپوشیده در استحکامات گفته می‌شد. در خودروهای زره‌پوش رزمی که دارای برجک نیستند، ساختاری که اسلحه را در خود جای داده‌است، به عنوان سنگرتوپ نامیده می‌شود.

## ریشه واژه
این کلمه از واژه ایتالیایی "کاساماتا برگرفته شده‌است، که ریشه آن مشخص نیست. اگرچه می‌تواند از casa به معنای کلبه و ماتا به معنای "ساخته شده با نی و حصیری" گرفته شده باشد که بدین ترتیب معنی "کلبه حصیری" یا کلبه‌ای با بام کوتاه و بدون هیچ پنجره یا روزنه ای که در مکانی باتلاقی قرار دارد، می‌دهد. همچنین می‌تواند با "matta" به معنای «غلط» ناشی شود که به معنی کلبه دروغین می‌باشد.

## کاربرد
اصطلاح دیواره کاسیماته در باستان‌شناسی اسرائیلی-فلسطینی به معنی دیوار دو جداره شهر به کار رفته‌است که با دیوارهای عرضی فضای بین دیوارها به اتاقک‌هایی تقسیم می‌شد. این اتاقک‌ها می‌توانستند سکونت‌گاه باشند یا در جریان محاصره شهر پر از خاک، زباله و سنگ شوند تا مقاومت دیوار بیرونی در برابر دژکوب‌ها و پرتابه‌ها افزایش یابد.

### استحکامات
سنگرتوپ در ابتدا اتاقک سرپوشیده‌ای بود که معمولاً در زیر بارو بنا می‌شد. به گونه ای ساخته می‌شد تا غیرقابل نفوذ باشد و می‌توانست برای پناه دادن به سربازان یا ذخیره‌سازی مورد استفاده قرار گیرد. با تعبیه روزنه تیر درون خندق، می‌توانست از سنگرتوپ به عنوان یک موقعیت حفاظت شده برای تیراندازی استفاده شود. اوایل سده نوزدهم میلادی، بارون هاکسو، مهندس نظامی فرانسوی گونه‌ای از سنگرتوپ را طراحی کرد که می‌توانست بالای دیوار دفاعی ساخته شود. سنگرتوپ‌های بتونی ساخته شده در جریان جنگ جهانی دوم برای محافظت از توپخانه ساحلی در برابر حملات هوایی مورد استفاده قرار می‌گرفت.

### نیروی دریایی
در طراحی کشتی‌های جنگی از اصطلاح سنگرتوپ به چندین روش استفاده شده‌است.

#### زره‌پوش‌های سنگرتوپ (جنگ داخلی آمریکا)
جنگ داخلی آمریکا شاهد استفاده از گونه‌ای از کشتی‌های جنگی با عنوان زره‌پوش‌های سنگرتوپ بود. کشتی‌های بخار زره‌پوش با ارتفاع عرشه بسیار کم که توپ‌های آن در عرشه اصلی قرار داشتند و با سنگرتوپ‌های زرهی شیب دار که در بالای بدنه مستقر بود، محافظت می‌شدند. اگرچه هر دو طرف جنگ داخلی از این گونه کشتی‌های جنگی استفاده می‌کردند، اما استفاده از این کشتی‌ها بیشتر منسوب به کنفدراسیون جنوبی است، چرا که نیروهای شمال از کشتی‌های جنگی تحت عنوان مانیتور با برجک‌های به نسبت بزرگ نیز استفاده می‌کردند که قوای جنوب قادر به تولید آن نبود. مشهورترین نبرد دریایی این جنگ، نبرد هامپتون رودز بین کشتی زره‌پوش برجک‌دار یواس‌اس مانیتور نیروهای اتحادیه و زره‌پوش سنگرتوپ سی‌اس‌اس ویرجینیا متعلق به نیروهای کنفدراسیون بود.

#### کشتی‌های سنگرتوپ (۱۸۸۰ - ۱۸۶۴)
"کشتی سنگرتوپ" یک اصطلاح جایگزین برای "کشتی آتشبار مرکزی" بود. سنگرتوپ یا آتشبار مرکزی یک جعبه زره‌پوش بود که تمام پهنای کشتی را پوشانده بود و از چندین توپ محافظت می‌کرد. طرفین زرهی جعبه همان طرفین بدنه کشتی بودند. در قسمت جلو و عقب سنگرتوپ یک کلاهک زره‌پوش وجود داشت و یک عرشه ضخیم از قسمت بالای آن محافظت می‌کرد. لبه پایینی سنگرتوپ بر روی کمربند زرهی کشتی قرار می‌گرفت. برخی کشتی‌ها مانند اچ‌ام‌اس الکساندرا، سنگرتوپ دو طبقه داشتند.

#### سنگرتوپ‌های تکی(۱۸۸۹ به بعد)

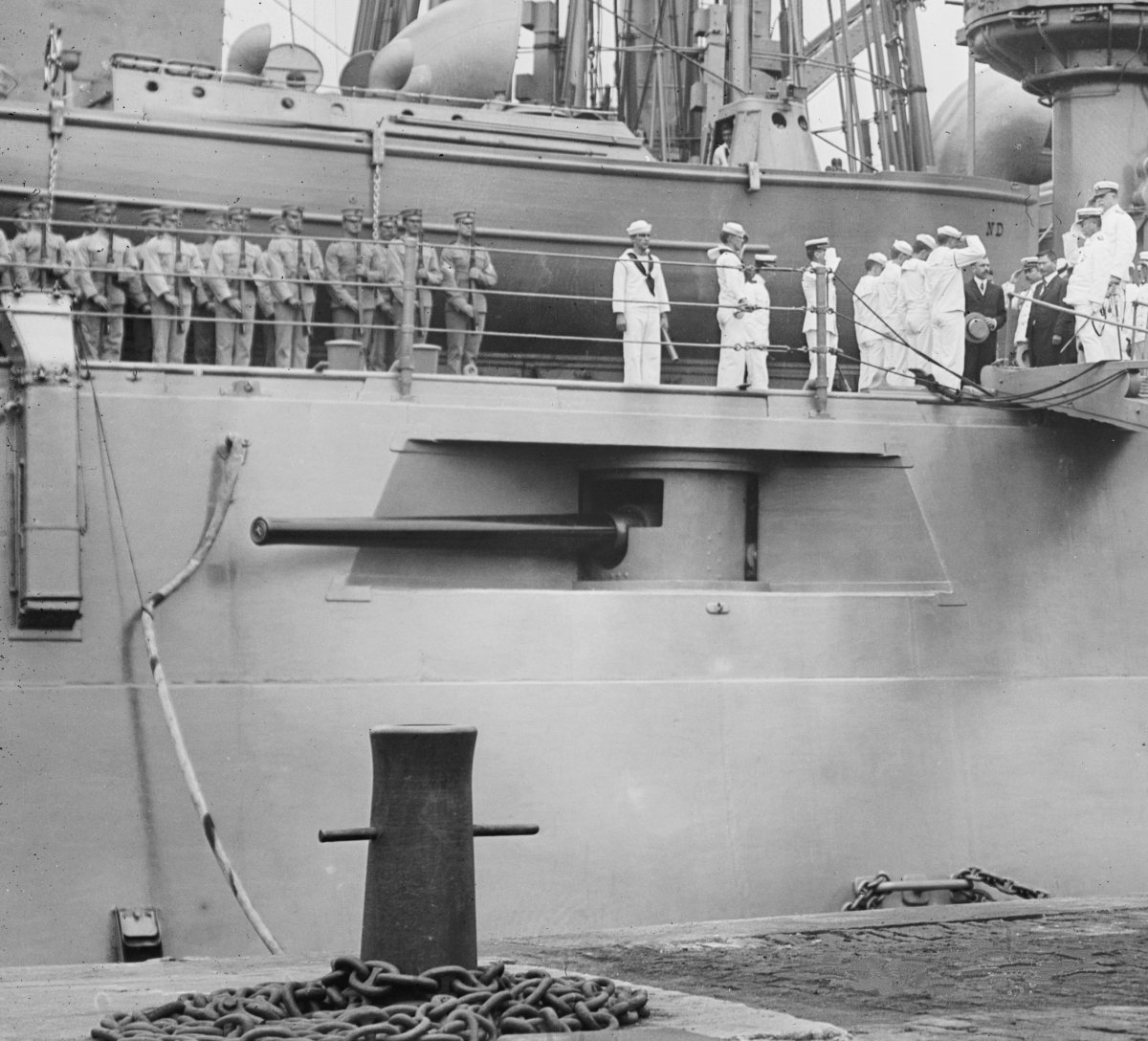
اسلحه کالیبره ۵ "/ ۵۰ کاسیماته سوار بر

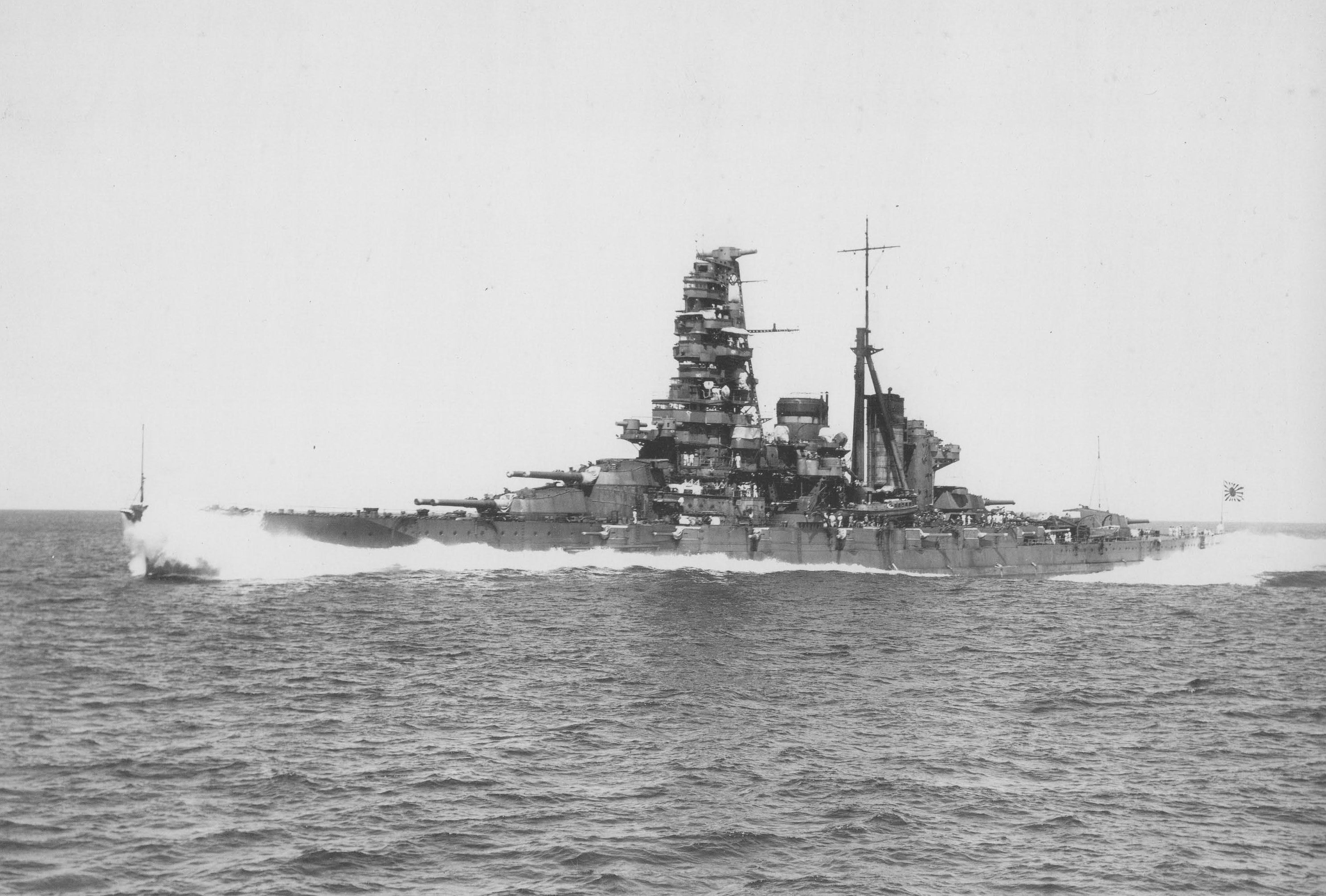
کاسیماته‌های نبردناو هارونا، آسیب‌پذیری خود را در برابر طغیان امواج نشان می‌دهند.

سنگرتوپ یک اتاقک زرهی در جناحین یک کشتی جنگی بود که یک توپ از درون آن شلیک می‌کرد. این سنگرتوپ‌ها نوعا یک توپ شش اینچی را درون خود جای می‌دادند و دارای صفحه زرهی جلویی با ضخامت ۴ تا ۶ اینچ (۱۰۰ تا ۱۵۰ میلیمتر) (که بخشی از بدنه کشتی هم محسوب می‌شد)، صفحات زرهی نازک‌تر در طرفین و عقب، بالا و کف محافظت شده، و وزن حدود ۲۰ تن (بدون احتساب توپ و جایگاه) بودند. سنگرتوپ‌ها از نظر اندازه مشابه برجک‌ها بودند. کشتی‌هایی که آنها را حمل می‌کردند آنها را به صورت جفتی، یکی در هر طرف کشتی داشتند.
نخستین نبردناوهای دارای سنگرتوپ، نبردناو‌های کلاس رویال ساورین متعلق به نیروی دریایی سلطنتی بریتانیا بودند که کار ساخت آن‌ها سال ۱۸۸۹ آغاز شد. آنها بر اساس نتیجه آزمایشهای شلیک مستقیم به اچ‌ام‌اس رزیستنس در سال ۱۸۸۸ پذیرفته شدند. استفاده از کاسیماته‌ها به دلیل اینکه تصور می‌شد صفحه زره ثابت در جلو محافظت بهتری از برجک خواهد داشت، تصویب شد و به دلیل اینکه نصب برجک به نیروی خارجی احتیاج دارد و بنابراین در صورت از بین رفتن قدرت می‌تواند از عمل خارج شود، در حالی که کاسیماته به‌وسیلهٔ نیروی دست هم کار می‌کند. استفاده از کاسیماته‌ها باعث شده اسلحه‌های ۶ اینچی پراکنده شوند و به این صورت نمی‌شد با یک اصابت همه آنها را با هم از کار انداخت. کاسیماته همچنین در ناوهای جنگی محافظت شده و زرهی مورد استفاده قرار گرفت، که در آغاز برای کلاس اجار ۱۸۸۹ درنظر گرفته شد اما در سال ۱۸۸۸ بازنگری شده و در کلاس بلیک استفاده شد.
در نسل‌های پیش از دریدنوت کشتی‌های جنگی، کاسیماته‌ها ابتدا در عرشه اصلی و بعداً در عرشه بالایی نیز قرار گرفتند. استقرار کاسیماته‌ها در عرشه اصلی بسیار نزدیک به خط آب بود. در ناوهای کلاس اجار، سلاحهای موجود در کاسیماته‌ها تنها ۱۰ فوت (۳٫۰ متر) بالاتر از خط آب قرار می‌گرفتند. کاسیماته‌هایی که بسیار نزدیک به خط آب یا خیلی نزدیک به قوس کشتی بودند (مانندآیرون کلادهای کلاس دردنوت در سال ۱۹۱۲) در معرض طغیان امواج بودند که اسلحه‌های آنها را بی اثر می‌کرد.
با ورود کشتیهای جنگی «توپ بزرگ مرکزی»، که پیشگام آنها اچ ام اس دردنوت در سال ۱۹۰۶ بود، کاسیماته‌ها منسوخ شدند اما با افزایش تهدید اژدرها توسط ناوشکن‌ها مجدداً به عنوان تسلیحات ثانویه به کار گرفته شدند. بسیاری از کشتی‌های جنگی کاسیماته‌های خود را در طول نوسازی در دهه ۱۹۳۰ (یا بعد از حمله به پرل هاربر، در مورد کشتی‌های آمریکایی) کنار گذاشتند. اما برخی ماننداچ ام اس واراسپایت آنها را تا پایان جنگ جهانی دوم به همراه داشتند. آخرین کشتی‌هایی که در ساخت جدیدشان دارای کاسیماته بودند، ناوهای کلاس اوماها آمریکایی از اوایل دهه ۱۹۲۰ و کشتی جنگی سوئدی اچ‌اس‌دابلیوام‌اس گوتلاند در ۱۹۳۳ بودند. در هر دو مورد، کاسیماته‌ها در زوایای جلویی از روسازه جلویی (و در اوماها یکی هم در پشت روسازه) ساخته شده‌اند.

### وسایل نقلیه زرهی

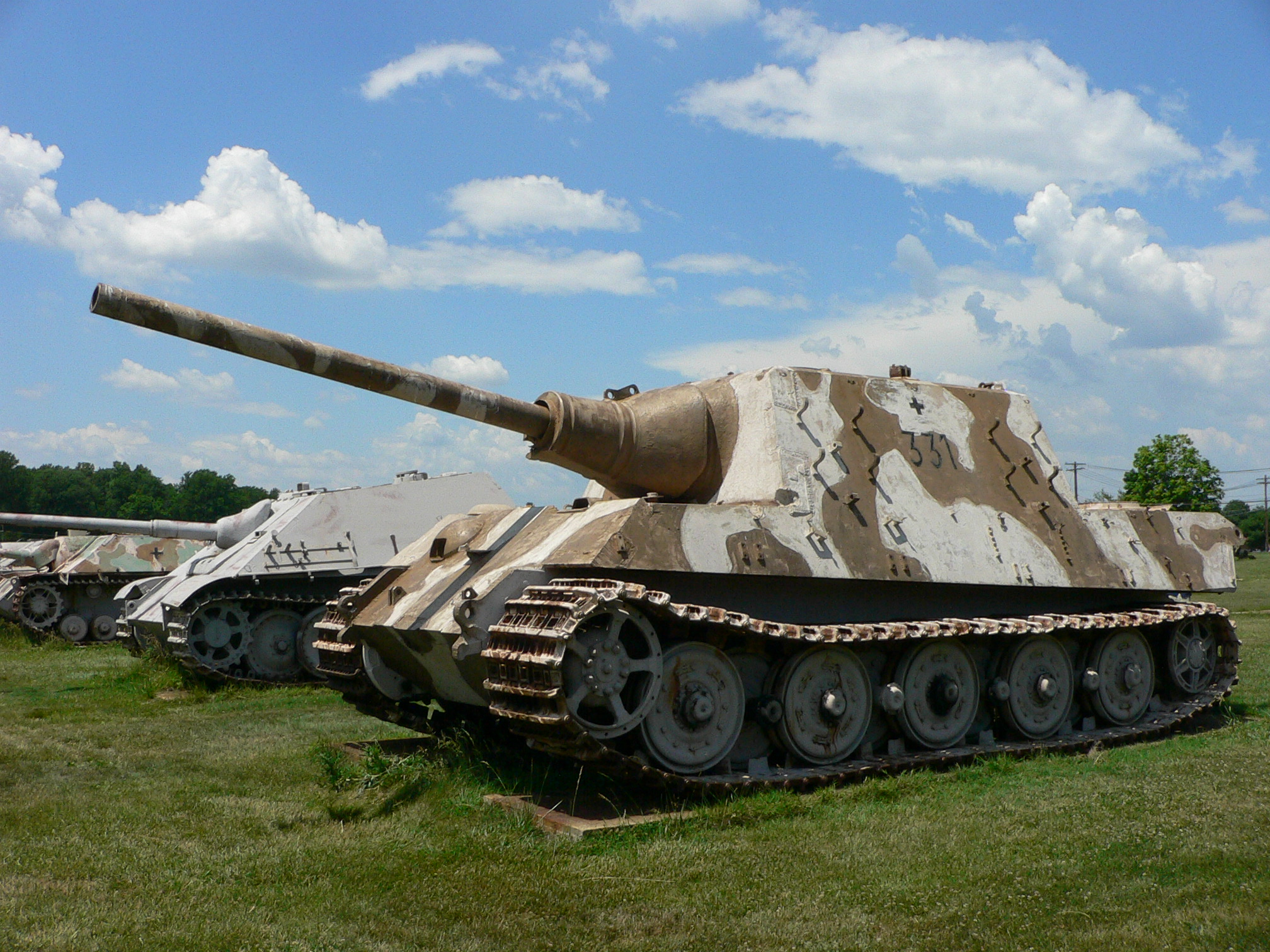
یاگ تایگر، نمونه ای از یک وسیله نقلیه زرهی دارای کاسیماته.

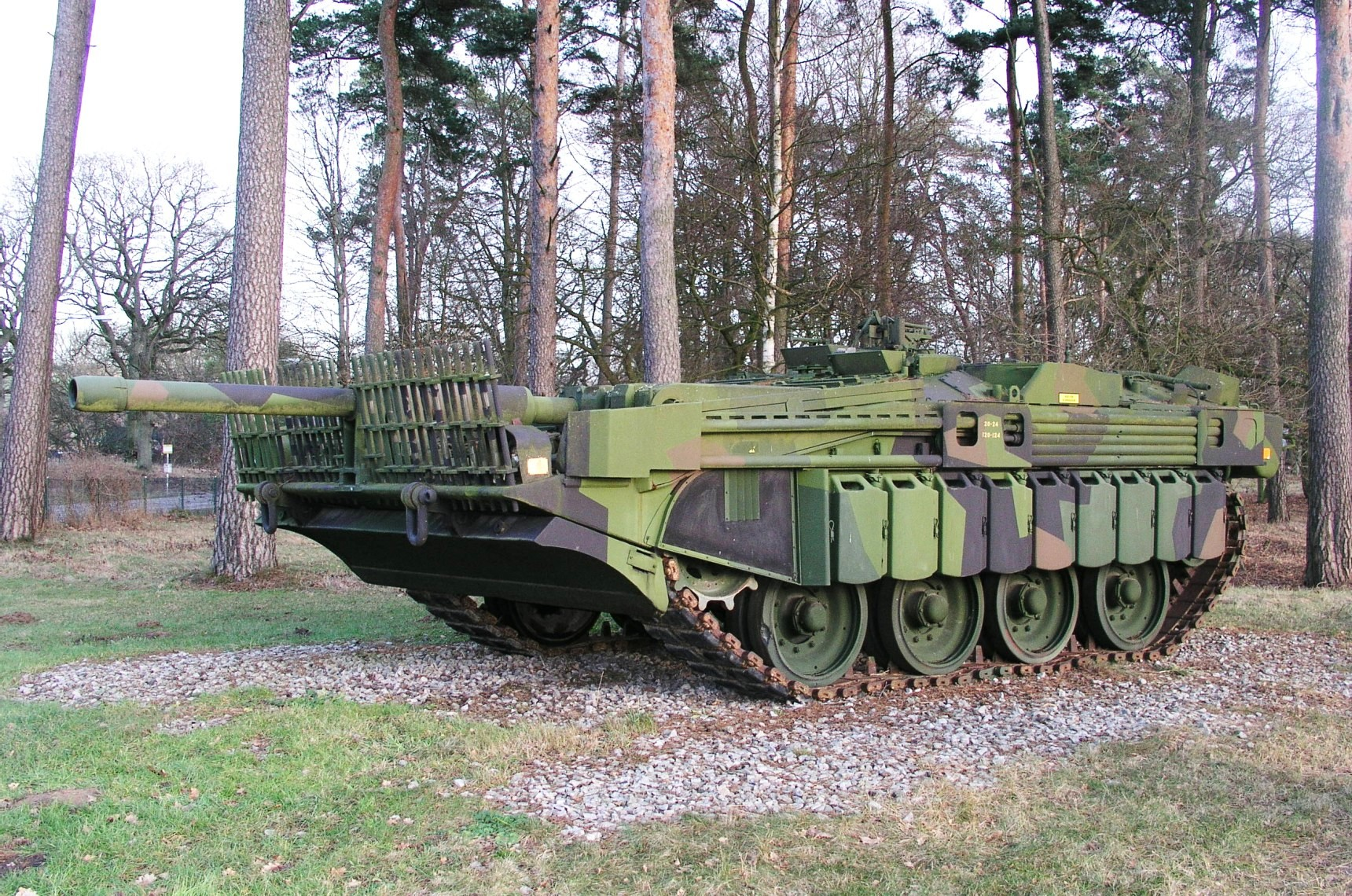
Strv ۱۰۳ سوئدی تا دهه ۱۹۹۰ مورد استفاده قرار می‌گرفت.

در مورد وسایل نقلیه جنگی زرهی، طراحی کاسیماته به وسایل نقلیه ای گفته می‌شود که اسلحه اصلی آنها مستقیماً در داخل بدنه نصب شده و فاقد برجک دوار است که معمولاً با تانکها در ارتباط است. چنین طراحی به‌طور کلی باعث می‌شود وسیله نقلیه از نظر مکانیکی در طراحی ساده‌تر، در ساخت و ساز کم هزینه تر، دارای وزن سبک‌تر و پنهانکاری بیشتر باشد. از وزن صرفه جویی شده می‌توان برای سوار کردن اسلحه سنگین تر و قدرتمندتر استفاده کرد یا در عوض افزایش محافظت از زره خودرو را در مقایسه با تانک معمولی و برجک دار افزایش داد. با این وجود، در هنگام نبرد اگر یک هدف دشمن در خارج از دامنه حرکتی توپ اصلی تانک قرار داشته باشد، خدمه باید کل وسیله نقلیه را بچرخند. این محدودیت می‌تواند در شرایط جنگی بسیار نامطلوب باشد.
در طول جنگ جهانی دوم، وسایل نقلیه جنگی زرهی از نوع کاسیماته به شدت توسط هر دو جناح نیروهای ترکیبی آلمانی ورماخت و ارتش سرخ اتحاد جماهیر شوروی استفاده می‌شد. آنها عمدتاً به عنوان زره پوش نابودگر تانک و سلاح تهاجمی استفاده می‌شدند. نابودگرهای تانک، که عمدتاً به‌صورت عملیات کمین دفاعی کار می‌کردند، به اندازه تانکهای تهاجمی احتیاج به برجک دوار نداشتند، و سلاحهای تهاجمی هم عمدتاً در برابر سنگرها و استحکامات ثابت پیاده‌نظام استفاده می‌شدند و چنانچه دشمنی هم در خارج از محدوده حرکت توپ آنها ظاهر می‌شد می‌توانستند زمان واکنش طولانی تری در اختیار داشتند؛ بنابراین، وزن و پیچیدگی داشتن یک برجک غیر ضروری به نظر می‌رسید و می‌توانست به نفع حمل اسلحه بیشتر و داشتن زره‌های قویتر صرفه جویی گردد. در بسیاری موارد، بسته به موقعیت تاکتیکی، وسایل نقلیه کاسمیته هم به عنوان نابودگر تانک یا هم سلاح تهاجمی مورد استفاده قرار می‌گرفتند. ورماخت از چند نوع نابودگر تانک کاسیماته استفاده می‌کرد، در ابتدا الفانت را بر مبنای طراحی پانزر یاگر به کار برد که دارای یک کاسیماته به‌طور کامل محصور پنج طرفه (از جمله سقف زرهی آن) در بالای بدنه بود، سپس از نابودگر تانک کاسیماته یاگ پانزر (به معنای کلمه "تانک شکارچی')، استفاده کرد که در آن زره کاسیماته با بدنه تانک بیشتر ادغام شده بود. یاگ پانزر ۴، یاگ تایگر و یاگ پانتر (دو مورد آخر ترجمه، به ترتیب به معنی "ببر شکارچی" و "پلنگ شکارچی") نمونه‌هایی از این طراحی هستند. سلاحهای تهاجمی مانند اشتوگ 3و اشتوگ ۴ تحت طراحی کلی 'اشتورم گشوتس' ساخته شدند. در ارتش سرخ، نابودگرهای تانک و توپهای خود کششی کاسیماته دارای پیشوند "SU-" یا "ISU-" بودند، با پیشوند "SU-" مخفف مخفف Samokhodnaya Ustanovka، یا "توپ خودکششی". نمونه‌های آن  SU-100 یا ISU-152 است. هم آلمان و هم اتحاد جماهیر شوروی عمدتاً زره پوشهای کاسیماته را به جای به کاربردن یک طراحی اختصاصی از صفر، با استفاده از شاسی تانک‌های برجک دار موجود طراحی می‌کردند.
در حالی که زره پوشهای کاسیماته نقش مهمی در جنگ جهانی دوم داشتند (به عنوان مثالاشتوگ ۳ پرشمارترین وسیله نقلیه جنگی زرهی ارتش آلمان در طول جنگ بود)، آنها در دوره پس از جنگ بسیار کمتر متداول شدند. طرح‌های نابودگر تانک دارای کاسیماته سنگین مانند  T28 ایالات متحده و تورتویز بریتانیا هرگز فراتر از نمونه اولیه نرفتند، در حالی که وسایل نقلیه کاسیماته دارای وزن معمولی تر مانند  SU-122-54 اتحاد جماهیر شوروی، فقط خدمات بسیار محدودی را ارائه می‌کردند. روند کاهش وسایل نقلیه کاسیماته را می‌توان در پیشرفت فن آوری مشاهده کرد که منجر به ظهور تانکهای اصلی میدان نبرد شد که توانایی انجام وظایف و نقشهایی که در گذشته باید بین چندین طبقه مختلف از وسایل نقلیه جنگی تقسیم می‌گردید در آنها یکپارچه سازی و تجمیع شده‌است. با این حال، وسایل نقلیه مانند کانونن یاگ پانزر آلمانی متعلق به دهه ۱۹۶۰ هنوز هم اجازه می‌دهد مفهوم کاسیماته زنده بماند، در حالی که  ارتش سوئد تا آنجا پیش رفت که مابین سالهای ۱۹۶۰ تا ۱۹۹۰ از طرح تانک کاسیماته، استریدس واگن ۱۰۳ یا "S-Tank" به عنوان اصلی‌ترین وسیله نقلیه جنگی زره پوش خود استفاده می‌کرد. و آن را به طرح‌های برجکدار همدوره اش ترجیح می‌داد. حتی بعداً ایده‌های دیگری از طراحی به‌صورت کاسیماته، مانند تانک آلمانی وی تی ۱–۲ با دو اسلحه اصلی، توسعه یافت.

## نگارخانه

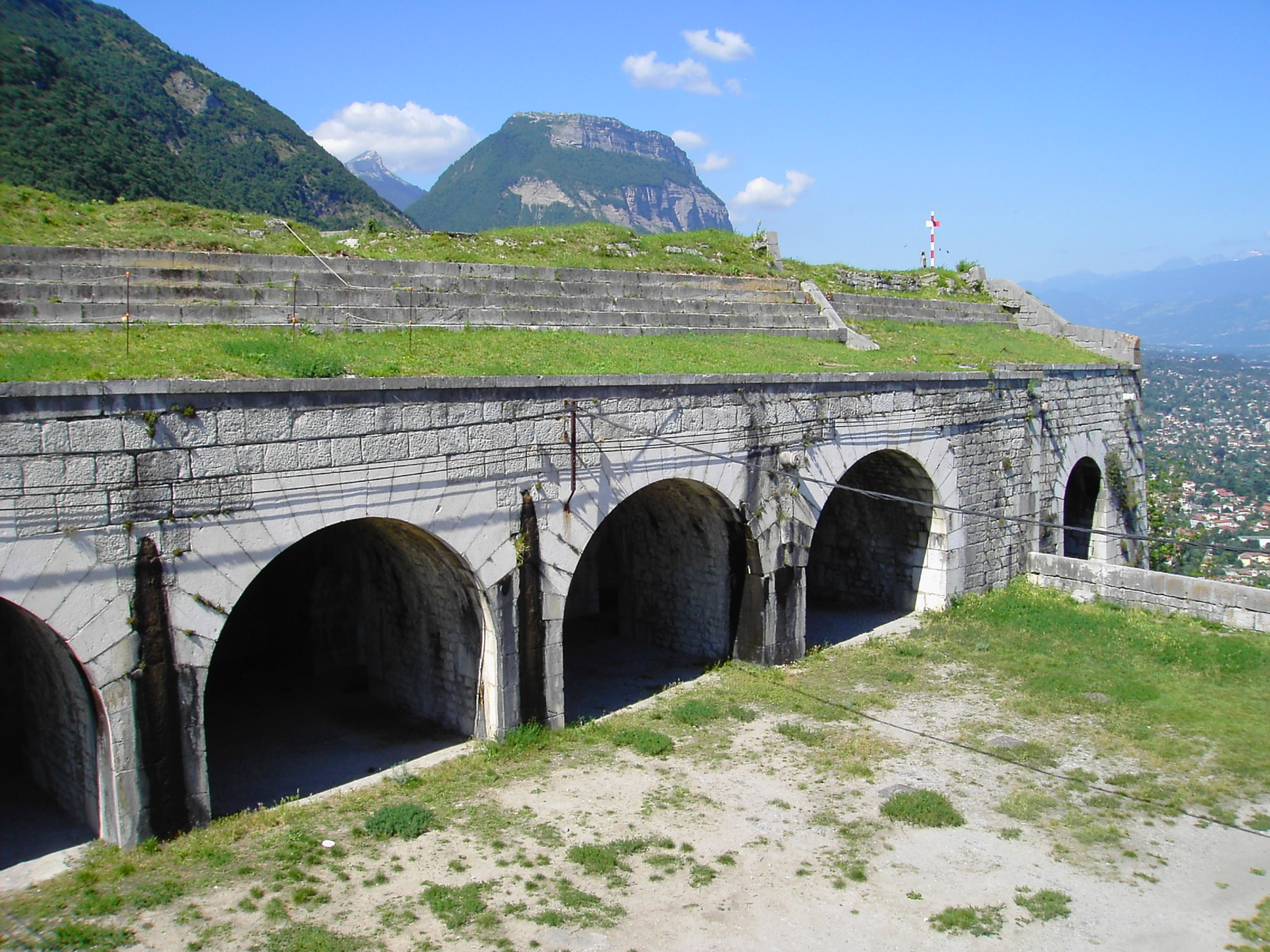
اوایل قرن نوزدهم کاسیماته درقلعه  باستیل مشرف به گرنوبل قرار گرفت
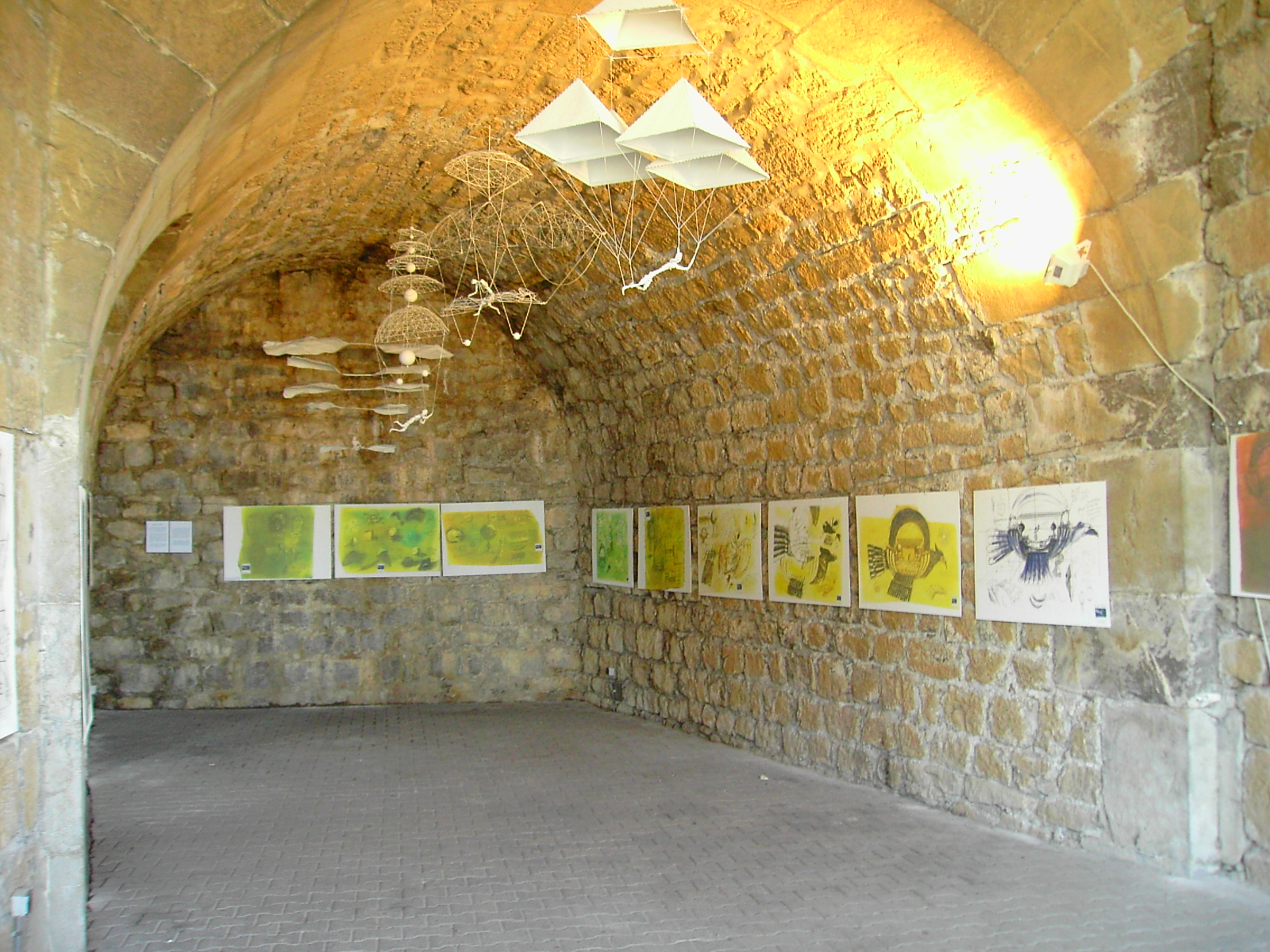
فضای داخلی یک کازیمات در گرنوبل
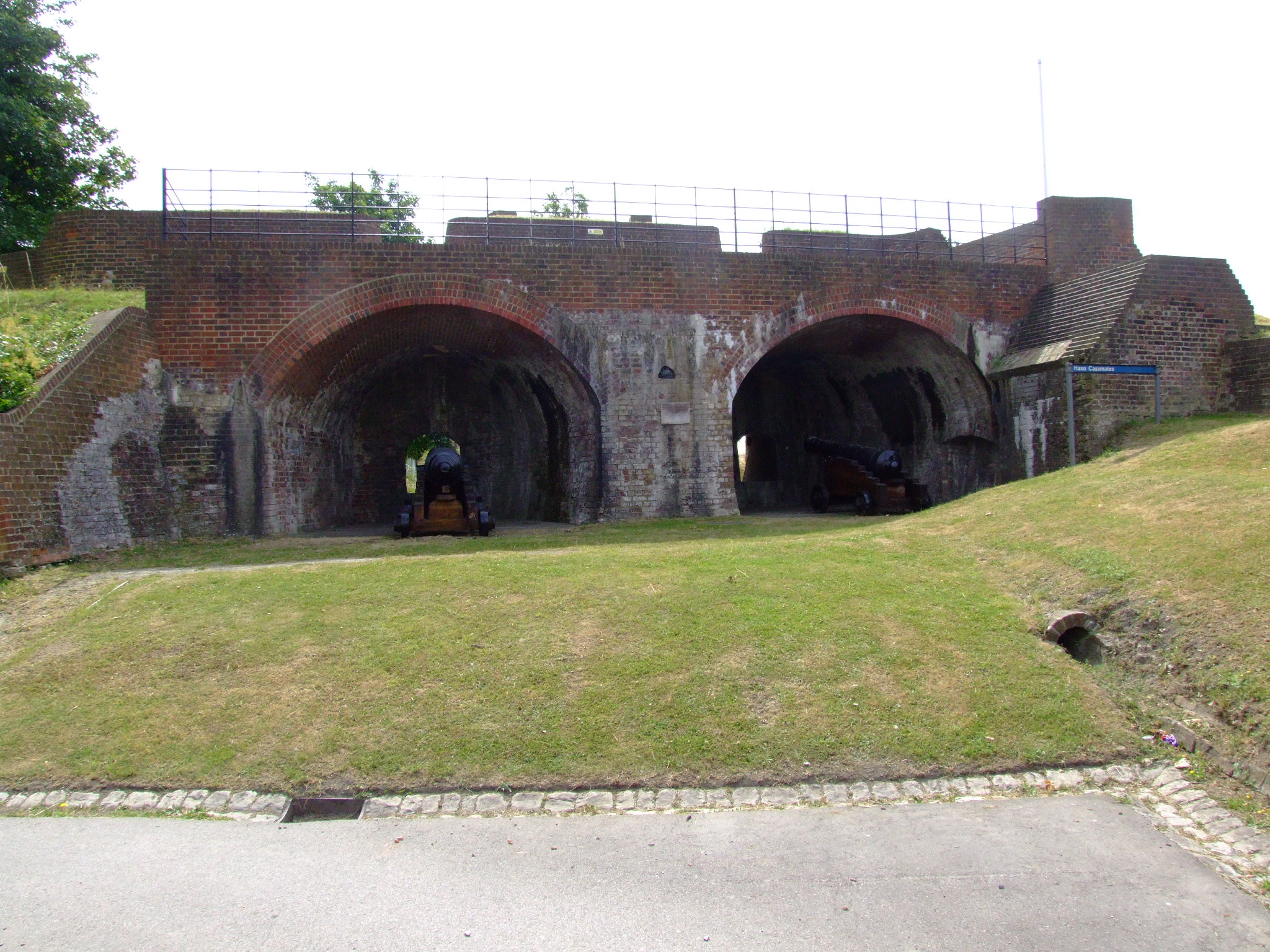
اوایل قرن نوزدهم هاکسو در فورت امهرست ، چتهام
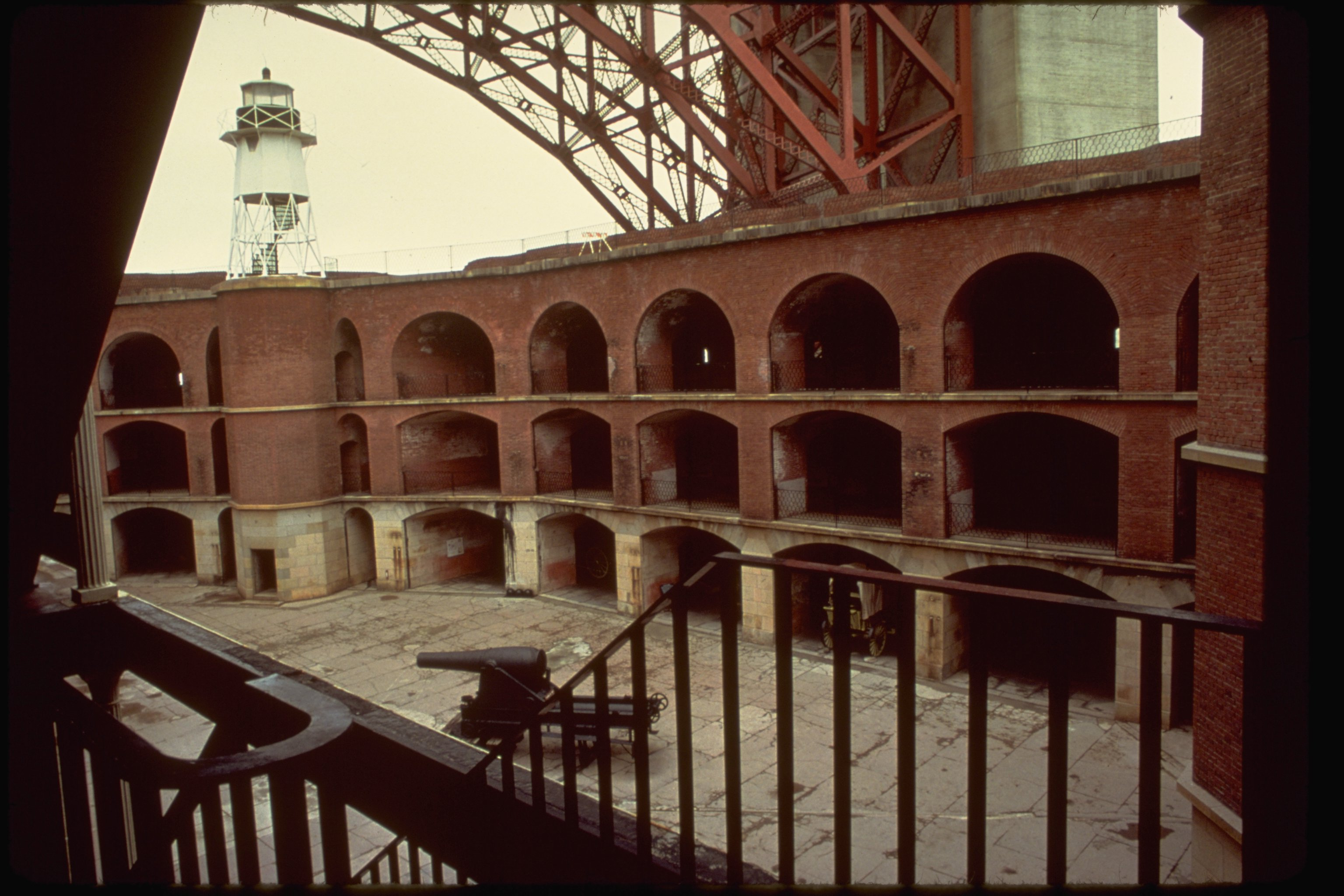
سه طبقه توپخانه قایقرانی در اواسط قرن نوزدهم فورت پوینت ، سان فرانسیسکو
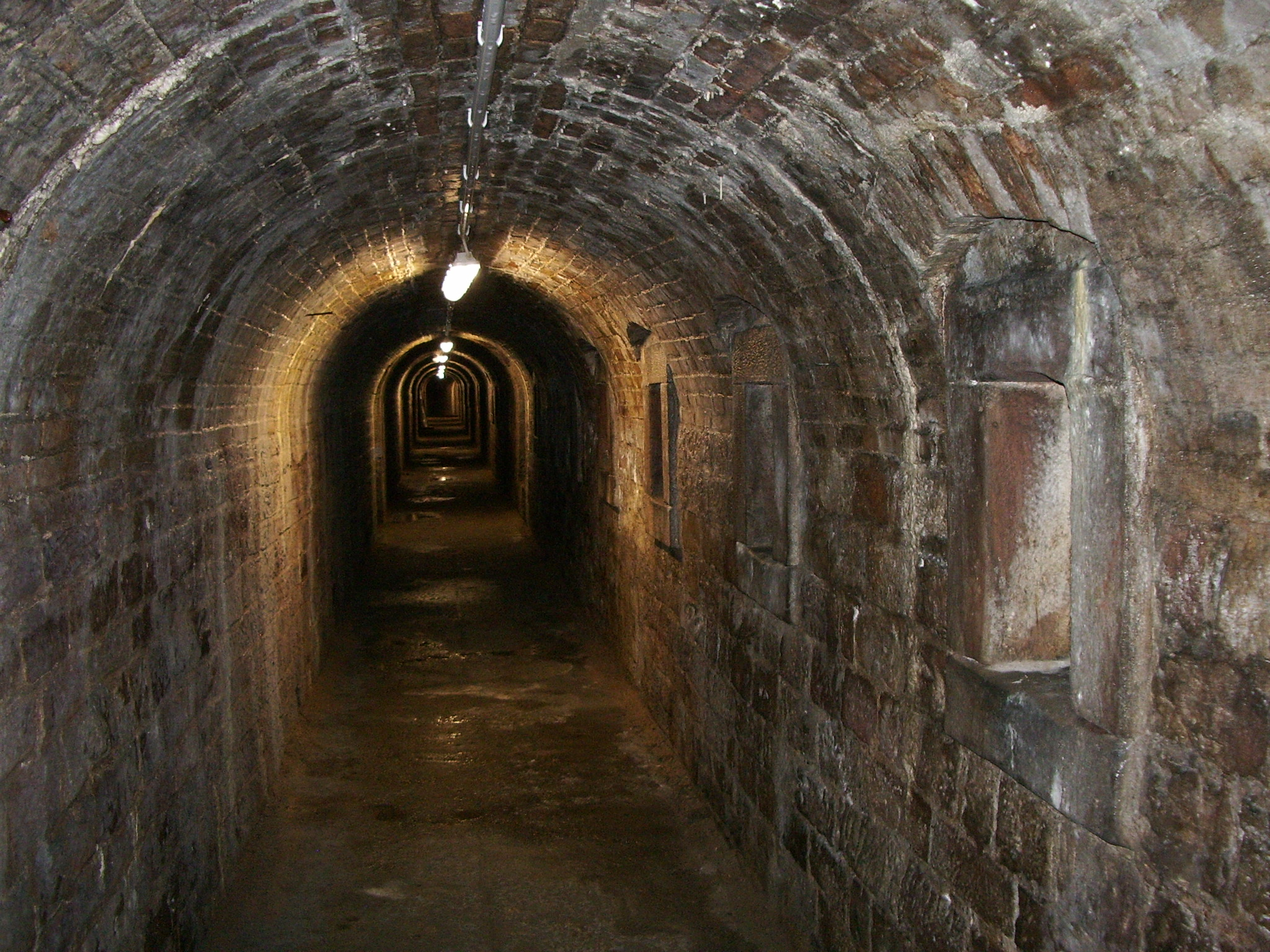
کاسیماته‌ها در قلعه رستت ، آلمان
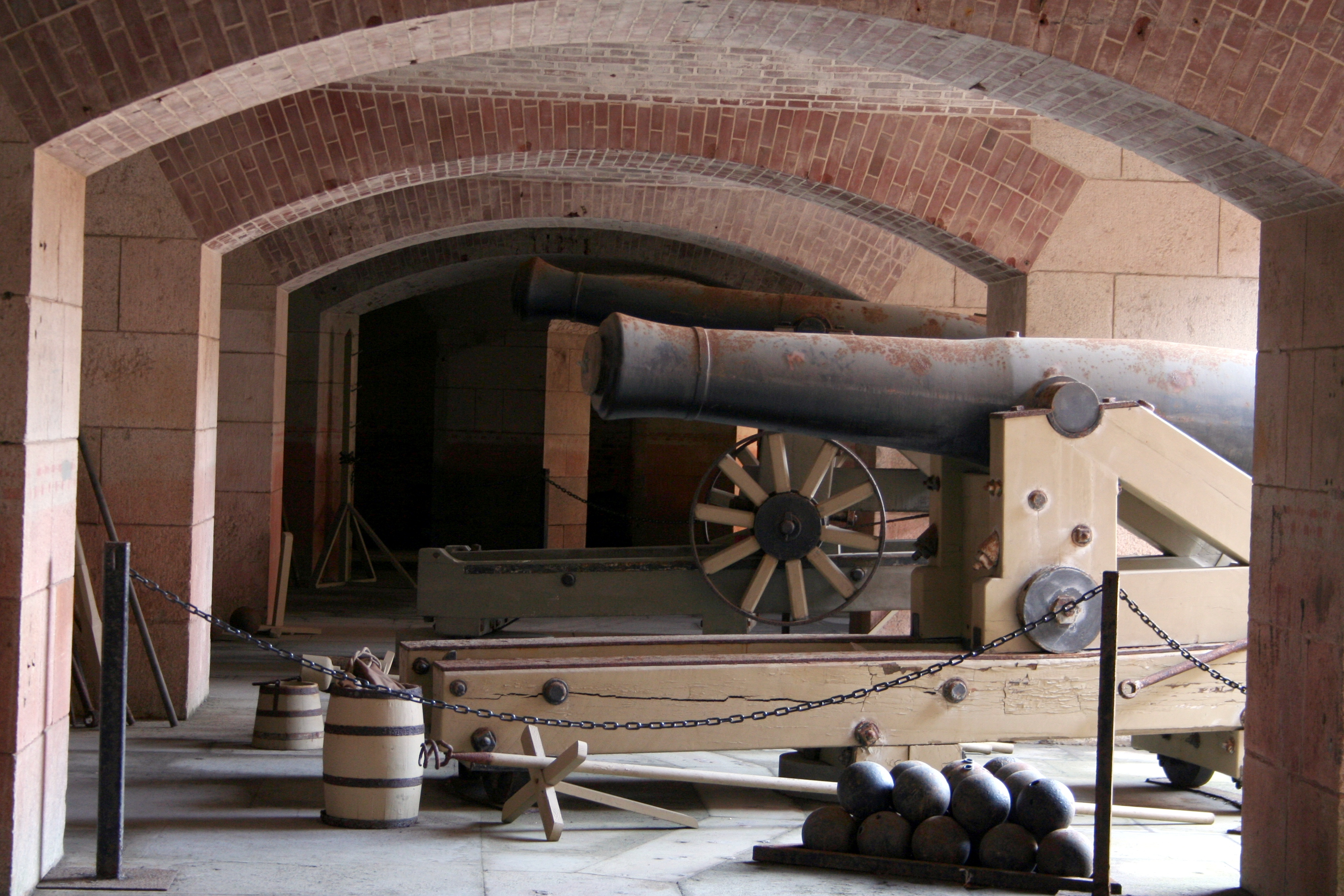
فضای داخلی کاسکت‌های بهم پیوسته در فورت پوینت
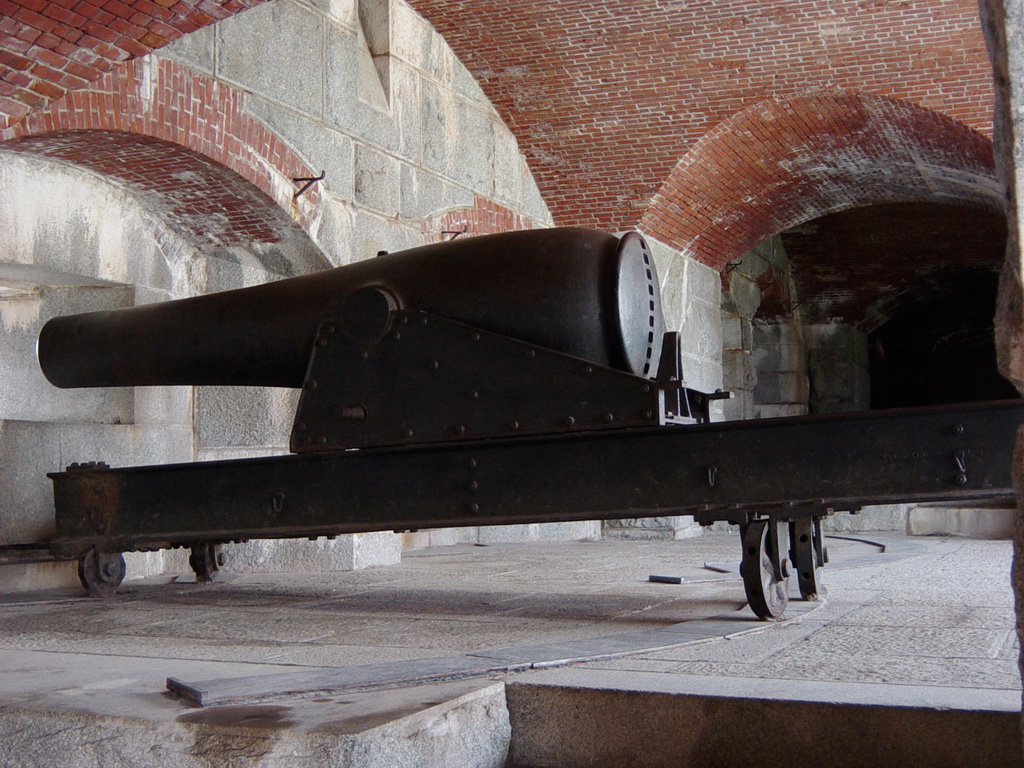
یک توپ ۱۰ اینچی Rodman بر روی یک واگن مسافرتی در Fort Knox در Prospect ، ماین
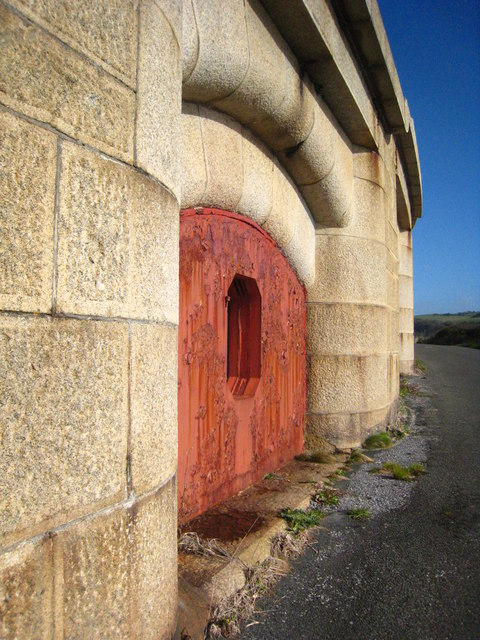
قسمت بیرونی زرهی یک توپخانهٔ 1860s کاسیماته در فورت بویزند ، پلیموت
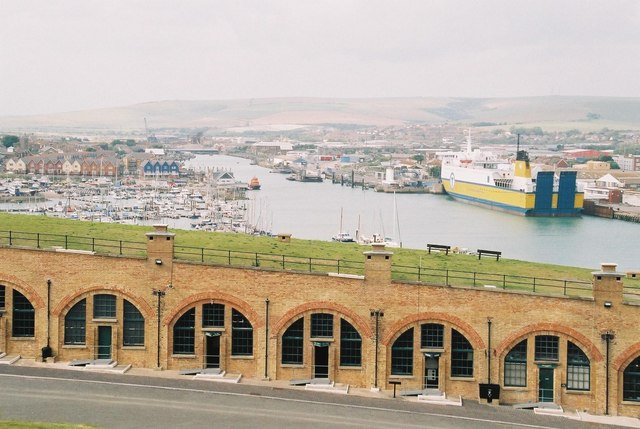
اقامتگاه‌های اقامتی در نیوهاون فورت در نیوهاون ، شرق ساسکس ، ساخته شده در دهه ۱۸۶۰
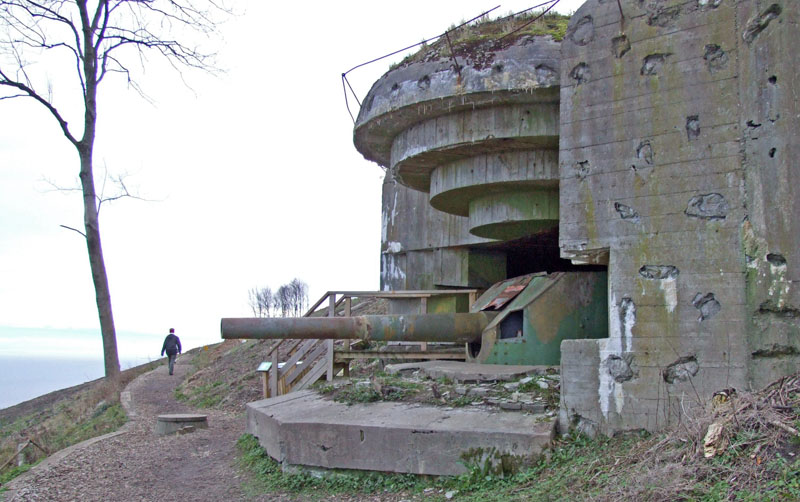
جنگ جهانی دوم کاسیماته آلمان با اسلحه ۱۵ سانتی متر در فردریکاکسون ، دانمارک
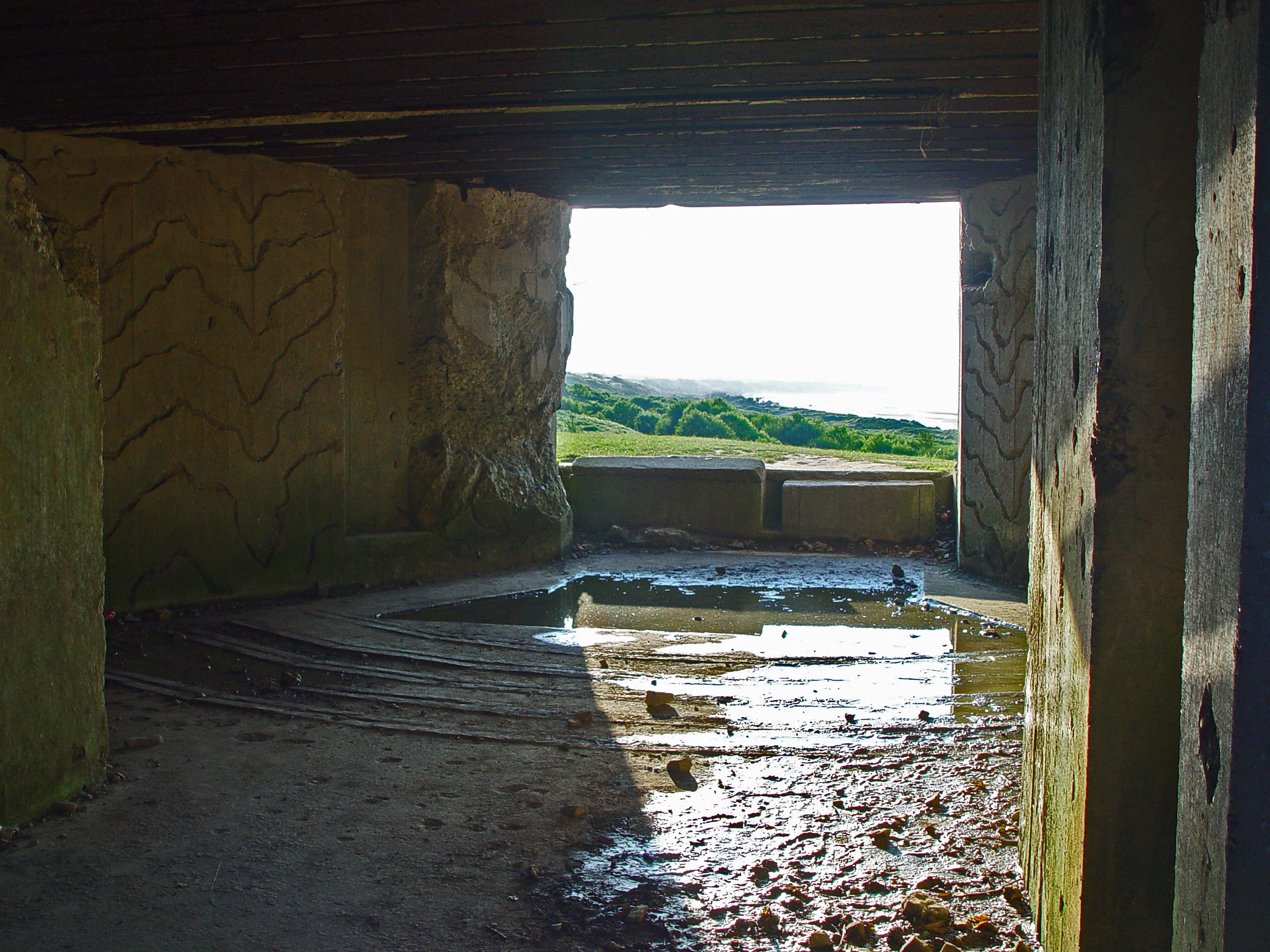
نمای داخلی یک آب و هوای آلمانی جنگ جهانی دوم در ساحل اوماها ، نورماندی
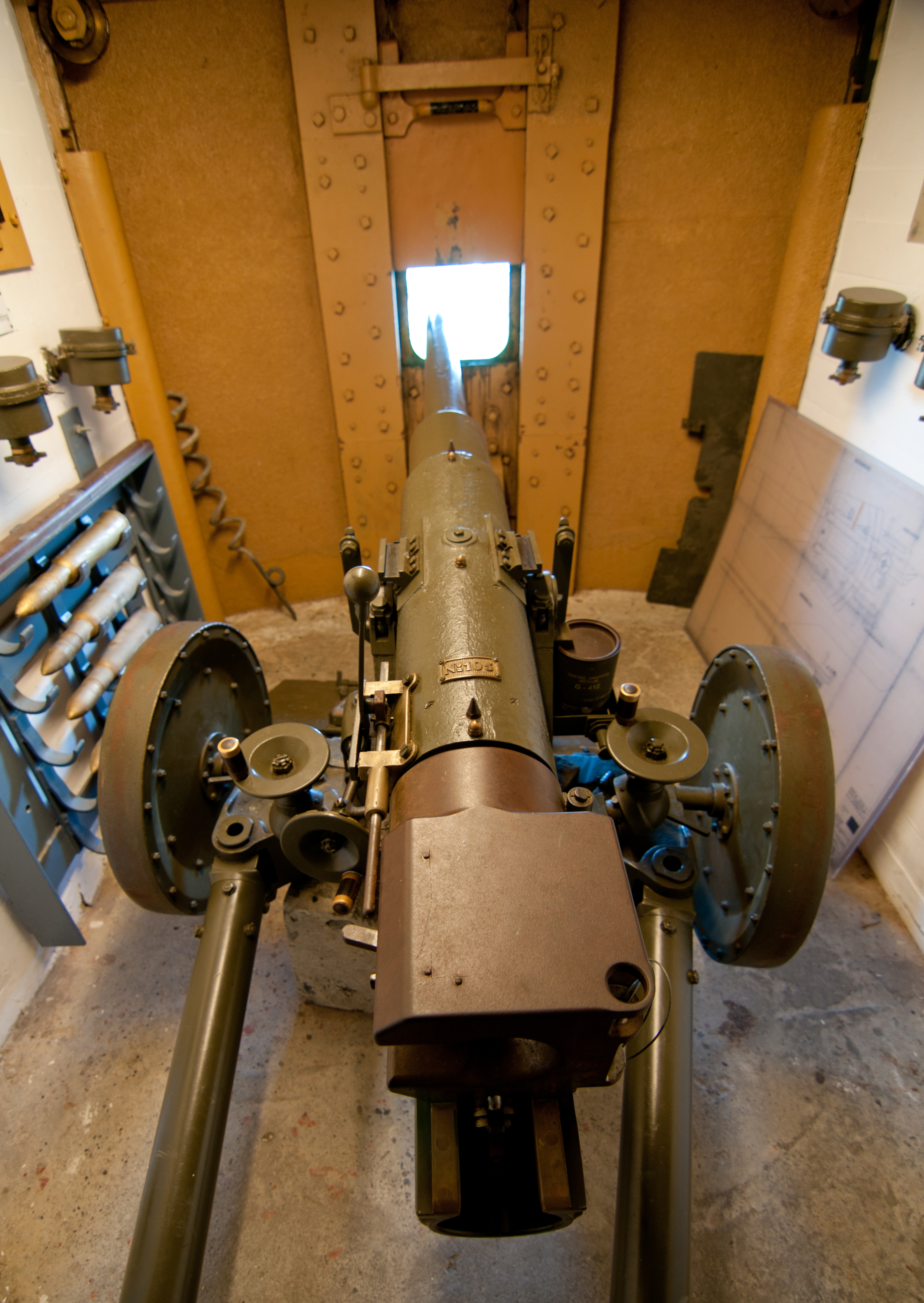
توپ در Casemate هلندی در Kornwerderzand
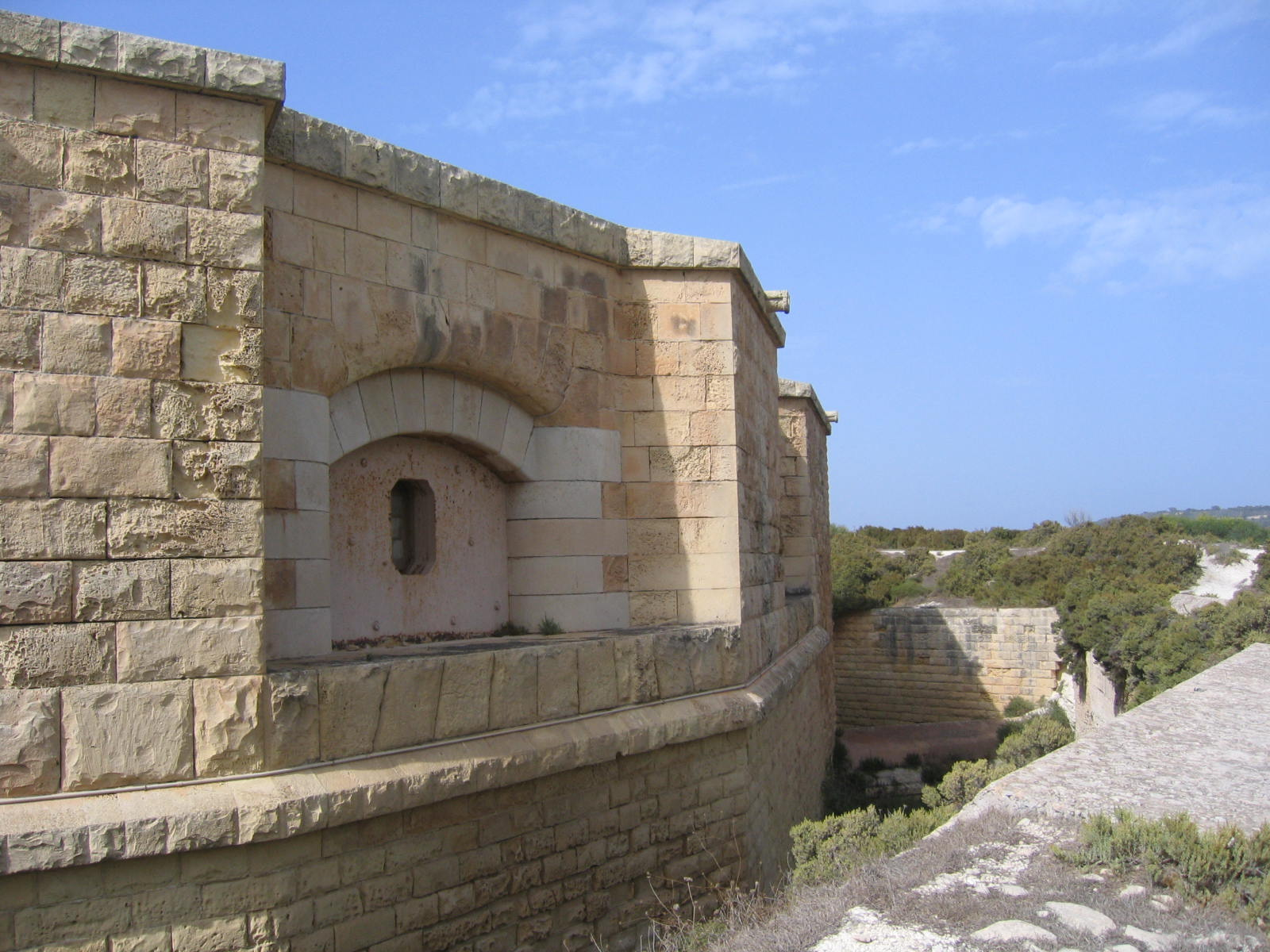
Casemate در فورت سن لوسیان ، مالت
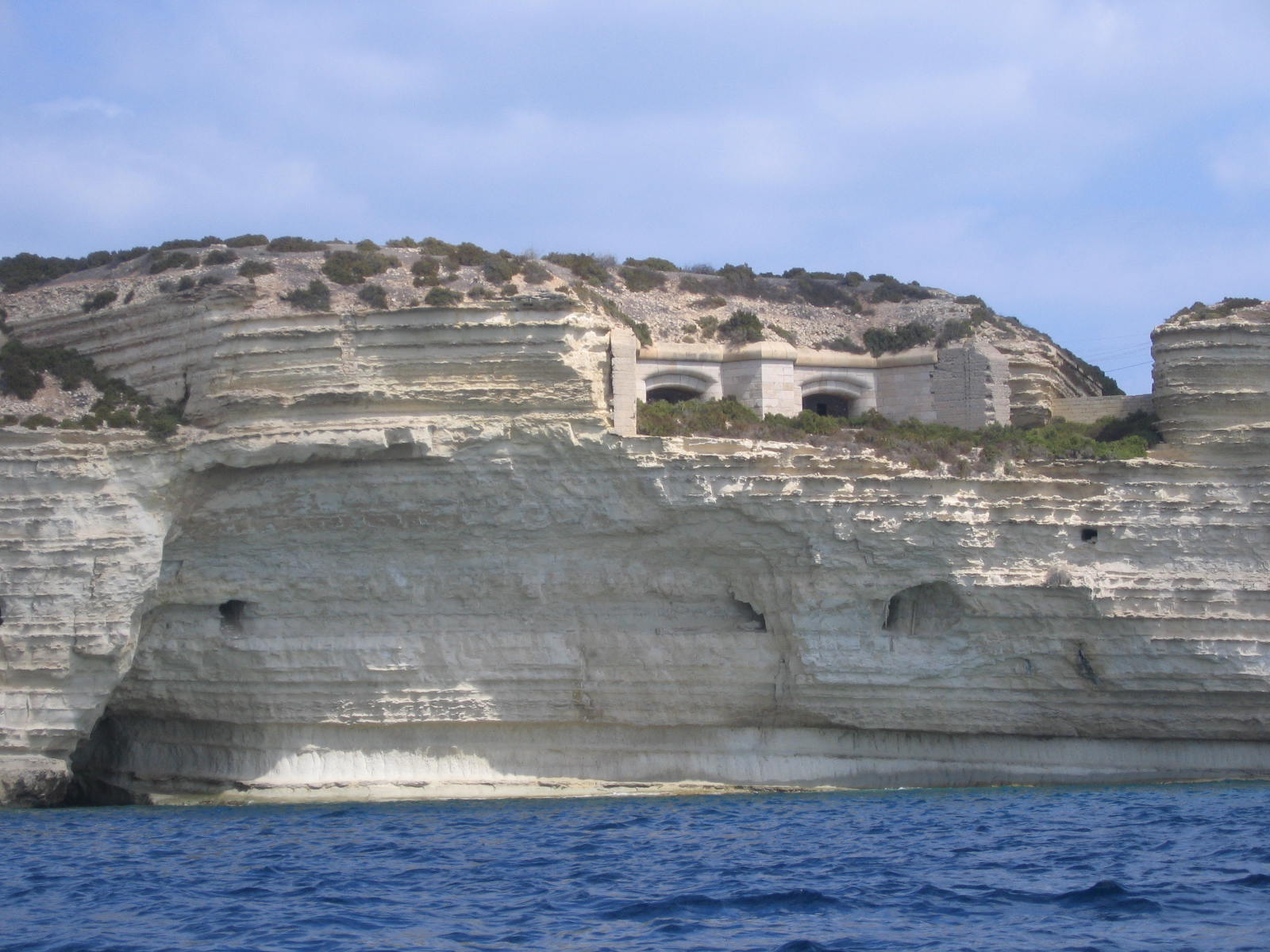
Casemates زوج در Fort Delimara , مالت
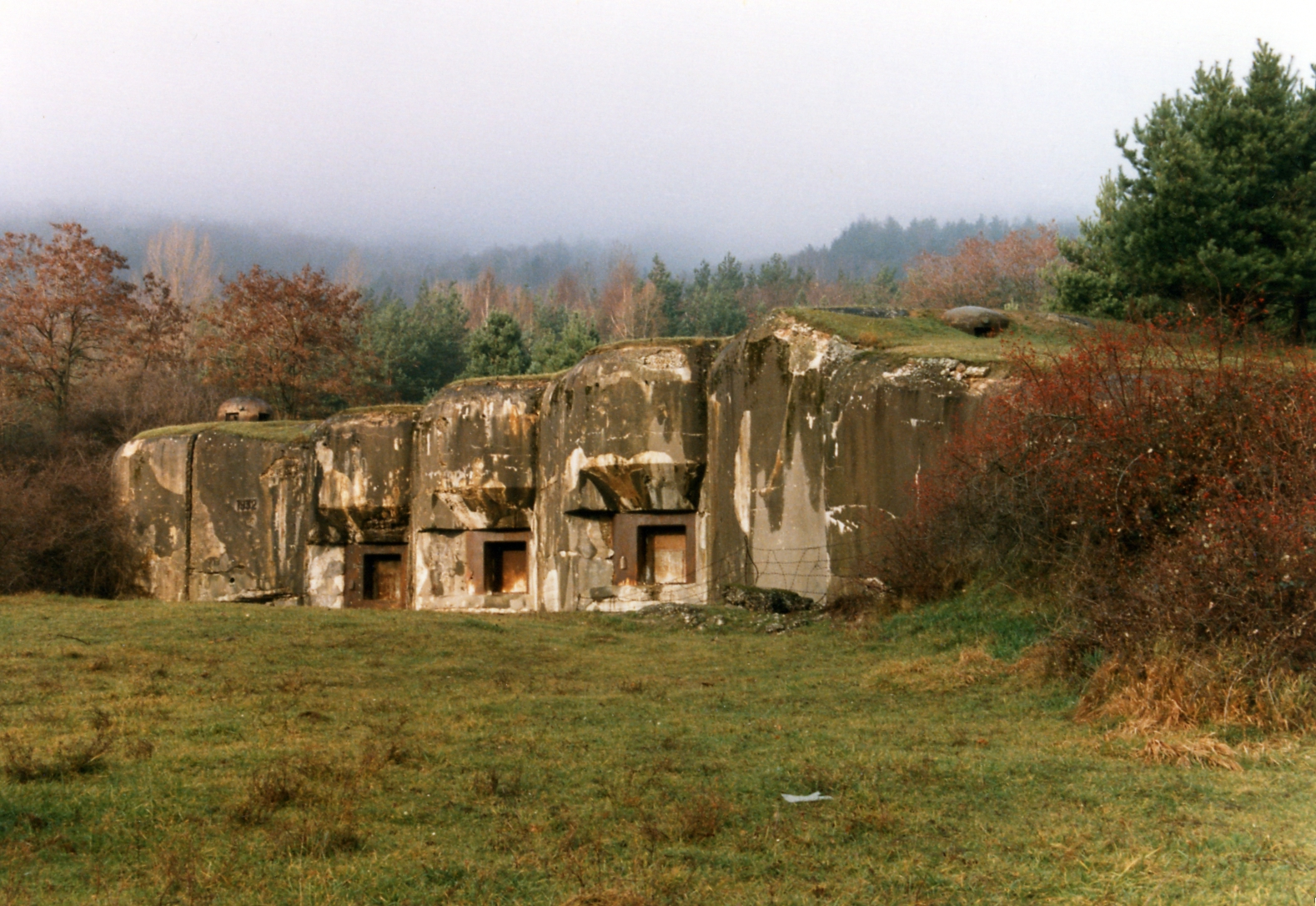
Casemate خط Maginot , فرانسه
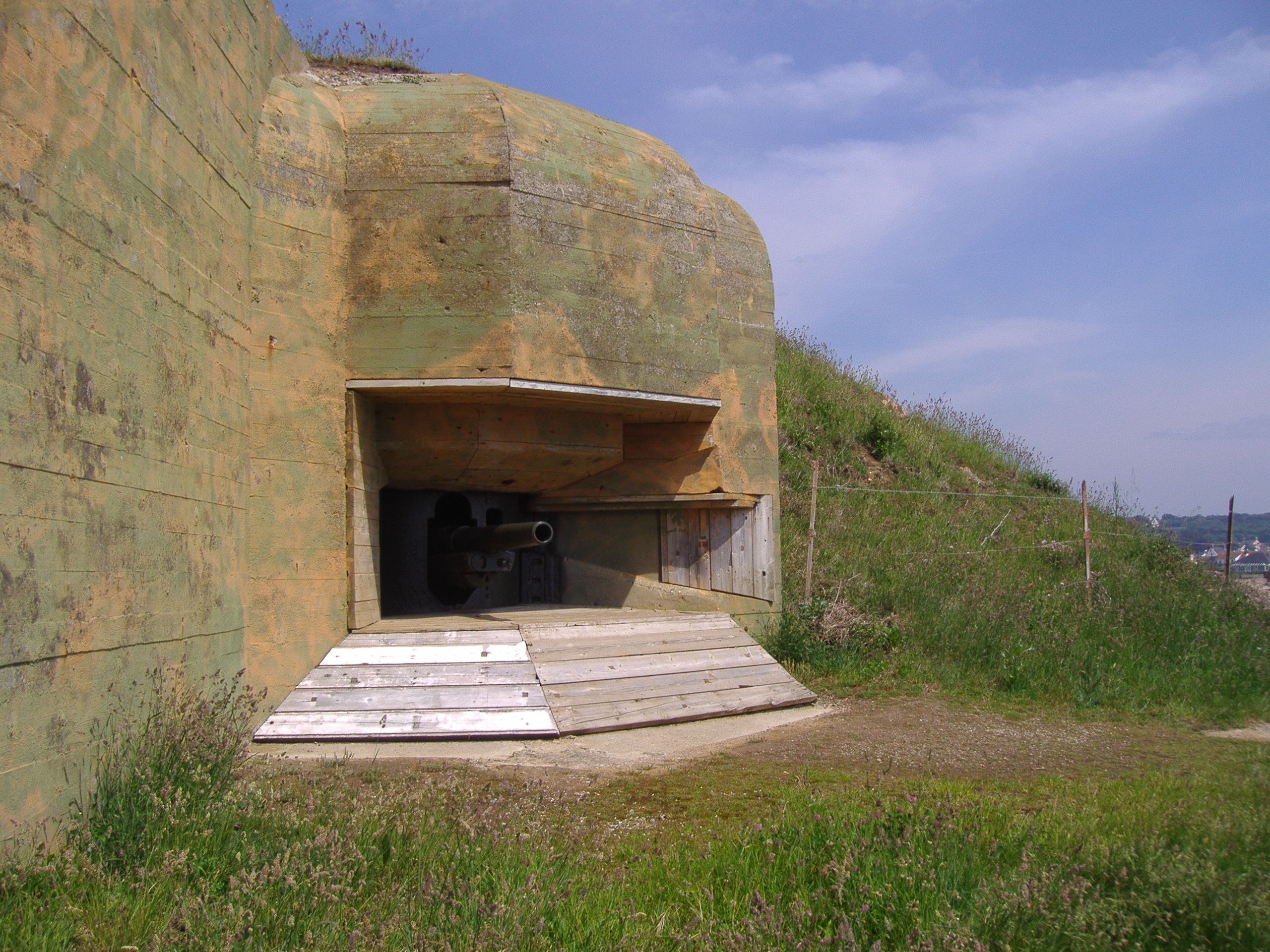
این پناهگاه توپ آلمان به خوبی حفظ شده در فورت Hommet در جزیره گرنزی که در آن تفنگ اصلی خود را حفظ نادر است.
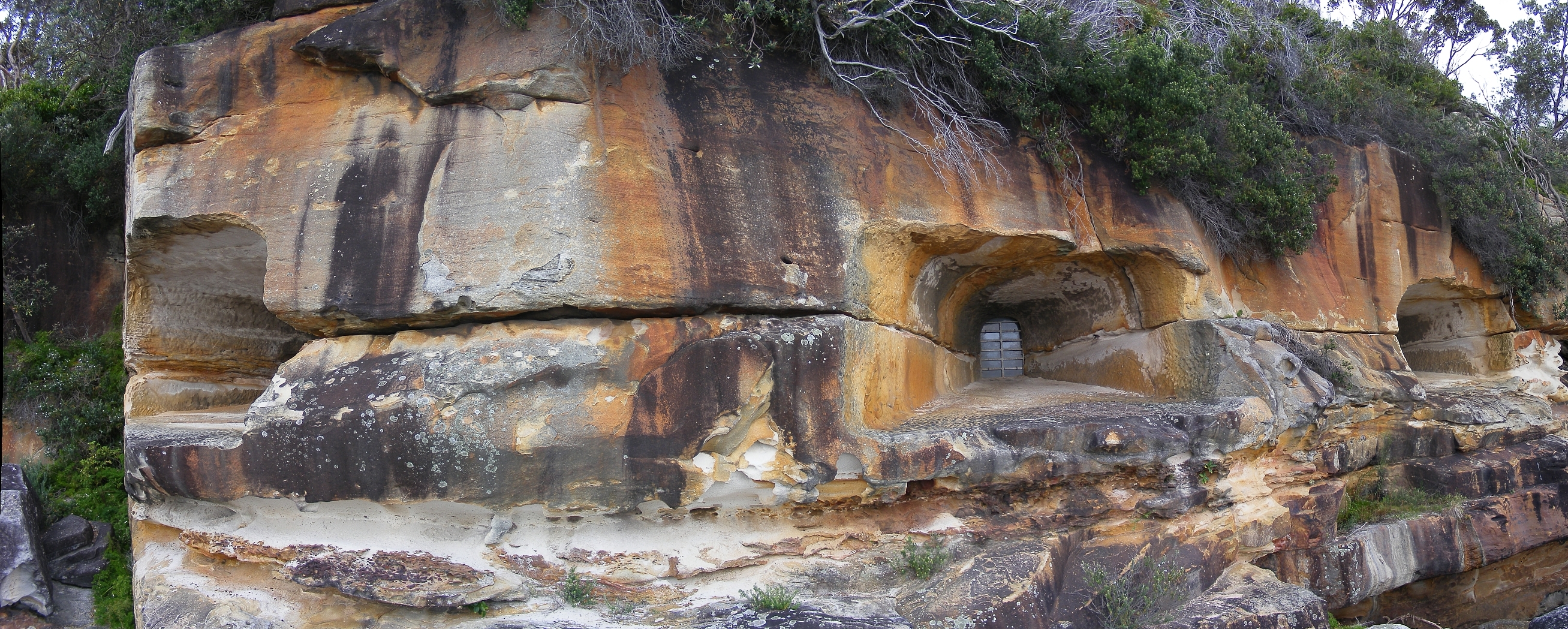
Beemive Casemate در سال ۱۸۷۱ در خلیج اوبلیسک ، سیدنی ، استرالیا ، در این صخره ساخته شد
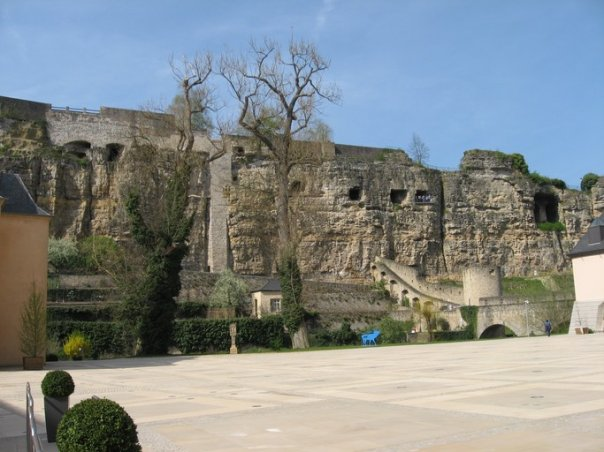
Casemate در لوکزامبورگ
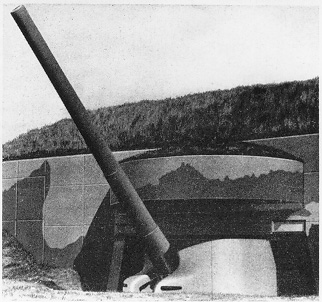
باتری تفنگ ۱۶ اینچی ایالات متحده ، جنگ جهانی دوم
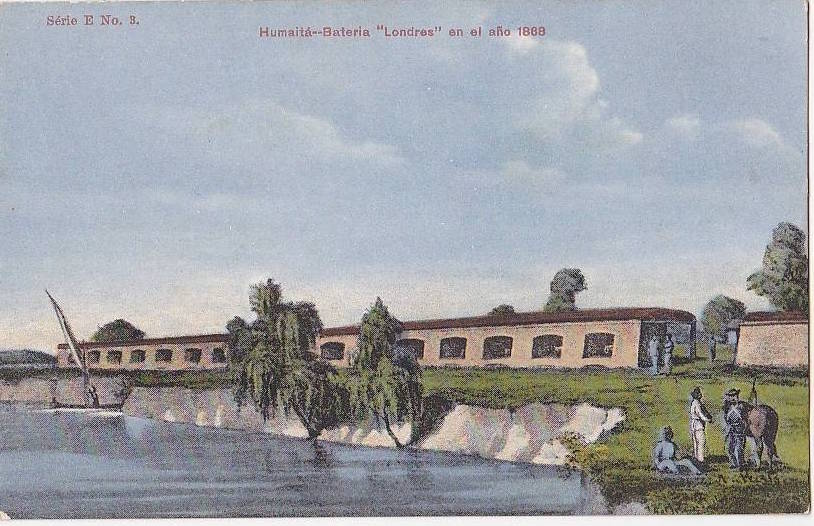
باتری لندرس قلعه Humaitá که از ورودی پاراگوئه محافظت می‌کرد.
بخش‌هایی از فضای داخلی پنج گنجینه و گذرگاه‌های اتصال آنها در Fort Pike (ساخته ۱۸۱۸-۱۸۲۱) در نزدیکی نیواورلئان ، ایالات متحده